# 拉菲爾·杜斯山度士·拉斯達
拉菲爾·杜斯山度士·拉斯達（Rafael dos Santos Lacerda，1984年6月12日—），生於巴西聖利奧波爾杜，巴西足球運動員，司職中堅，現時效力巴西聖保羅州乙組足球聯賽球會聖路易斯。

## 球員生涯
拉斯達生於巴西南里奧格蘭德州聖利奧波爾杜，於當地球會卡諾阿斯展開球員生涯。其後再在其出生州份效力亞法羅菲亞及薩普凱恩斯，直到2008年回歸薩普凱恩斯，不久後便與南卡希亞斯簽約，他於2009年8月與祖恩維爾簽約，至在第二年的六月，他終於離開其家鄉加盟盧維丹斯，在外借到阿拉皮拉卡和巴西紅牛後，於2011年12月重返南卡希亞斯。2012年5月15日轉投意大利乙組聯賽球會戈亞斯，並於7月7日作客以3–3賽和巴拉干天奴的賽事，職業生涯首次亮相，更於季尾協助戈亞斯奪得巴西乙組聯賽冠軍，至2013年9月6日轉投波圖基沙，於2017年7月28日來港加盟港超聯球會陽光元朗，惟他於8月已經遭元朗解約，加上由於元朗首輪聯賽因颱風襲港而要改期，所以拉斯達還未有機會在港超初登場，就與會方達成協議解約離隊，重返祖國，於12月23日與巴西聖保羅州乙組足球聯賽球會聖路易斯簽約。

## 球會榮譽
- 高卓州乙組聯賽冠軍（英语：Campeonato Gaúcho Série A2）（2003、2007年）
- 聖卡塔琳娜盃冠軍（英语：Copa Santa Catarina）（2009年）
- 巴西乙組聯賽冠軍（2012年）

## 外部連結
- Transfermarkt （页面存档备份，存于）
- Soccerway資料庫 （页面存档备份，存于）